# Cladosporium dracaenatum
Cladosporium dracaenatum är en svampart som beskrevs av Thüm. 1869. Cladosporium dracaenatum ingår i släktet Cladosporium och familjen Davidiellaceae.   Inga underarter finns listade i Catalogue of Life.